# Renée Neher-Bernheim
Pour les articles homonymes, voir Neher.
Renée (Rina) Bernheim, connue comme Renée Neher-Bernheim (4 avril 1922 à Paris - 29 décembre 2005 à Jérusalem en Israël) est une historienne juive française qui publie des ouvrages avec son mari, le philosophe André Neher.

## Éléments biographiques
Renée Bernheim est née le 4 avril 1922 à Paris. Elle est la fille du docteur André Bernheim.
Elle fait ses études secondaires au Lycée Racine, 8e arrondissement de Paris. Après son baccalauréat, elle fait des études de français, latin, grec.

### Seconde Guerre mondiale
En 1940, la famille Bernheim quitte Paris pour Lyon.
Elle cesse ses études universitaires en 1942.

#### Résistance juive
Elle rejoint la résistance juive. Son rôle : trouver des « planques » pour des enfants juifs.
Durant l'été de 1942, pendant trois jours, elle s'occupe d'une centaine d'enfants juifs sauvés de la déportation et cachés dans un hangar à Lyon..

#### Strasbourg
Renée Bernheim épouse André Neher à la fin de 1947. Il vient de soutenir sa thèse de doctorat d'Etat.
En 1948, elle fait partie de la première équipe de professeurs de l'École Aquiba. Elle y enseigne les lettres classiques.

#### Jérusalem
Après la guerre des Six Jours, les Neher font leur Aliyah en Israël et s'installent à Jérusalem. Le couple n'a pas d'enfant.
Renée Neher enseigne à l'Université hébraïque de Jérusalem.

## Œuvres
- (Avec André Neher), Histoire biblique du peuple d'Israël, 1962 ; 3e éd. rev. et corr. Édition : Paris : Librairie d'Amérique et d'Orient , 1988[3]  (ISBN 2720010073)
- La vie juive en Terre sainte 1517-1918, Calmann-Lévy, 2001[4]  (ISBN 2702131735).
- Jérusalem. Trois millénaires d'histoire, Du roi David à nos jours, Collection Présences du Judaïsme, Albin Michel, 2014[5]  (ISBN 2226089489).
- La déclaration Balfour, 1917 : création d'un foyer national juif en Palestine, Paris, Les Belles Lettres, coll. Le goût de l'Histoire, 456 p., 2025  (ISBN 978-2251457048)